# Filature de Rooigem
De N.V. Filature de Rooigem (ook: Filature de Roygem) was een katoenspinnerij en -twijnderij in de Gentse wijk Rooigem en Brugse Poort.

## Geschiedenis
Deze fabriek werd in 1897 gebouwd aan de Drongensesteenweg in opdracht van Emile Braun en E. Cruyplants. In datzelfde jaar werd de Rooigemdreef, de latere Rooigemlaan, aangelegd om de in Rooigem gevestigde textielbedrijven beter bereikbaar te maken. Er bestonden te Rooigem namelijk ook meerdere vlas- en linnenverwerkende bedrijven, terwijl in 1911 en 1923 ook nog katoenverwerkende bedrijven werden opgericht.
Architect van de eerste fabriek was Emile Van Hoecke-Peeters. Ze omvatte een spinnerij, een ketelhuis en een machinekamer. In 1905 volgde, naar ontwerp van Serafinus De Taeye & Cie, een uitbreiding met een nieuwe kaarderij en spinnerij. Deze nieuwe spinnerij was van het zogeheten Manchestertype en omvatte twee en een halve bouwlaag, welke laatste in 1937 werd toegevoegd en een spoelerij huisvestte.
In 1919 werd de spinnerij opgenomen in de Union Cotonnière en later kreeg ze de naam: UCO-CCR en UCO-Rooigem.
Na de Tweede Wereldoorlog sloten geleidelijk alle textielfabrieken in Rooigem. Ook de Filature de Rooigem sloot in 1989. De gebouwen, inclusief de schoorsteen, bleven bewaard en ze bevatten nu woningen, een fitnesscentrum en een speelgoedwinkel.

## Bron
- Onroerend erfgoed